# 赤木範陸
赤木 範陸（あかぎ のりみち、1961年9月 - ）は、現代日本の洋画家、横浜国立大学教授。

## 来歴
1961年大分県別府市生まれ、東京藝術大学美術学部絵画科油画専攻卒業。同大大学院博士前期課程終了。藝術学修士。大学院在学中にドイツ学術交流会（DAAD）によりドイツ政府給費生としてミュンヘン国立芸術大学（Staatliche Akademie der Bildenden Kuenste, Muenchen）に留学、1995年卒業資格であるディプロム(Diplom)取得、同時にマイスターシューラー（Meisterschüler）の学位（ドイツの芸術系大学で芸術家に付与される最高学位。中世ヨーロッパのギルドの制度に由来している）を授与される。

## 人物
日本国内でのエンカウスティーク（独: Enkaustik、英: エンコスティック、仏: アンコスティック）技法研究の第一人者であり、画家。横浜国立大学で後進の指導にもあたっている。
美術評論家の米倉守、元ザルツブルク大学教授で美術史家のフリードリッヒ・ピール、レンバッハハウス美術館館長で美術史家のヘルムート・フリーデルらによる評論があり、それぞれに非常に高く評価されている。
その作品は、地塗りを施していない亜麻布を背景に用い、特殊に処理した蜜鑞でモチーフの暗部を亜麻布に染み込ませることで明暗を表現する画肌が特徴である。赤木はこの方法で古代のエンカウスティーク技法を自らの独自の絵画技法として完成させた。
また、赤木が試みたのは自らの作品への現代ドイツ芸術の抽象理論の導入であって、自らの作品自体の抽象化ではないと2001年の大分市美術館の回顧展図録の中で述べている。
赤木の初期の作品は卵黄テンペラ、鑞テンペラなどの様々なテンペラ技法や15世紀頃にフランドルで発明された混合技法等で描かれ、画風は年代により近年まで極端に変化している。1990年頃からエンカウスティークという古代の絵画技法を改良した、絵具を使用しない濡れ色の絵画作品を発表している。

## その他
- 岩波文庫「波紋」ルイーゼ・リンザー著、表紙画と挿入画
- ドイツ、バートクロチンゲン産ワインのラベル画